# Spisula williamsi
Spisula williamsi is een tweekleppigensoort uit de familie van de Mactridae. De wetenschappelijke naam van de soort is voor het eerst geldig gepubliceerd in 1960 door Berry.